# Tachyempis pictipes
Tachyempis pictipes är en tvåvingeart som beskrevs av Axel Leonard Melander 1927. Tachyempis pictipes ingår i släktet Tachyempis och familjen puckeldansflugor. Inga underarter finns listade i Catalogue of Life.